# Kenneth Lane (Physiker)
Kenneth D. Lane ist ein US-amerikanischer theoretischer Physiker.

## Leben
Lane studierte am Georgia Institute of Technology, wo er 1965 seinen Master-Abschluss machte. 1970 wurde er bei Chung Wook Kim an der Johns Hopkins University promoviert. Er ist seit 1988 Professor an der Boston University.
Lane ist mit Estia Eichten Begründer der Technicolor-Theorien (TC) in der Elementarteilchenphysik (GUT-Yang-Mills-Theorien ähnlich der Quantenchromodynamik nur mit mehr Farbfreiheitsgraden). Er untersucht unter anderem mit TC-Theorien allgemein Mechanismen des Symmetriebruchs der elektroschwachen Wechselwirkung im Standardmodell und darüber hinaus (Bruch von Flavor-Symmetrien zwischen den Teilchen-Generationen). Am Tevatron und Large Hadron Collider ist er wesentlich an Fragestellungen der Suche nach Anzeichen für Technicolor-Theorien beteiligt.
Außerdem untersuchte er die Physik des Charmonium.
Mit Chris Quigg, Eichten, Ian Hinchliffe veröffentlichte er 1984 einen einflussreichen Review-Artikel Supercollider Physics über die Physik an Hochenergie-Teilchenbeschleunigern. Ausgehend von einem Treffen von Physikern in Snowmass (Colorado) 1982 wurden damals Ideen entwickelt, die 1987 die Entwicklung des später eingestellten Superconducting Super Collider motivierten und später im Large Hadron Collider realisiert wurden. Für diese Beiträge erhielt er mit Quigg, Eichten, Hinchliffe 2011 den Sakurai-Preis.
Er ist Fellow der American Physical Society und war 2001/02 Frontier Fellow des Fermilab.

## Schriften
- Technicolor 2000. Frascati Spring School, arxiv:hep-ph/0007304
- Two Lectures on Technicolor. Fermilab, 2002, arxiv:hep-ph/0202255